# José Sánchez Vidaña
José Sánchez Vidaña, más conocido como Pepe Vidaña (Padules, Almería, 3 de diciembre de 1956 - Murcia, 2 de julio de 2020), fue un futbolista y entrenador español. Jugó quince temporadas en el Real Murcia, llegando a jugar en Primera División. 
Jugó en la posición de defensa central y destacó por el manejo de la pierna izquierda, la capacidad de anticipación, el control de la línea defensiva y por el dominio del juego aéreo.

## Trayectoria
Su carrera como jugador estuvo ligada casi por completo al Real Murcia, puesto que, con excepción del año que jugó cedido en el Girona Fútbol Club debido a que tenía que cumplir con el servicio militar, fue el único club donde jugó como profesional. Fue el capitán del equipo durante diez años y tiene, además, el récord de ser el futbolista que más partidos ha disputado con el Real Murcia a lo largo de su historia.
Gracias a la intervención de José Víctor Rodríguez, llegó al equipo juvenil del Real Murcia, con el que disputó la final del Campeonato de España de Juveniles en la temporada 1974/75. En 1975 dio el salto al primer equipo, que acababa de descender de Primera División. Compitiendo con otros centrales históricos del club como Herrero o Pazos, logró ganar la titularidad.
En la temporada 1976/77 fue convocado para jugar con la Selección de fútbol sub-21 de España. Equipos como el Espanyol, el Real Zaragoza, el Valencia y el Real Betis intentaron su fichaje, pero no llegó a materializarse.
Permaneció un total de quince temporadas en el Real Murcia, en las cuales consiguió tres ascensos a Primera División, categoría en la que jugó cinco temporadas, disputó 95 partidos y marcó un gol.
Una grave lesión en la rodilla le obligó a retirarse cuando el club jugaba en Primera División. Su retirada no estuvo exenta de polémica, puesto que la prensa deportiva murciana criticó duramente el trato que los dirigentes de la entidad grana dieron al jugador, al que no hicieron ningún acto de homenaje.
En la temporada 1994/95, con el Real Murcia jugando en Segunda División B, Pepe Vidaña fue contratado como entrenador del primer equipo. Fue cesado a mitad de la temporada debido a los malos resultados. Esa campaña finalizó con el descenso del club a Tercera División.
Años después pasó a ser comentarista del canal TVM - Televisión Murciana.
En noviembre de 2008 fue contratado por el Murcia Deportivo Club de Fútbol para entrenar a este equipo murciano del Grupo XIII de la Tercera División de España.
En 2011 estuvo entrenando para una escuela de fútbol en el campo José Barnés de Murcia, hasta el mes de noviembre, en que fue contratado por el Club de Fútbol La Unión para entrenar al equipo murciano del Grupo IV de la Segunda División B de España, convirtiéndose en el nuevo entrenador del conjunto albiazul tras el cese de Machuca.
Falleció en Murcia el 2 de julio de 2020, como consecuencia de un cáncer que le había sido detectado pocas semanas antes.